# Dóra Csabai
Dóra Csabai (Budapeste, 20 de abril de 1989) é uma jogadora de polo aquático húngara.

## Carreira
Csabai disputou duas edições de Jogos Olímpicos pela Hungria: 2012 e 2016. Em ambas as ocasiões sua equipe terminou na quarta colocação.